# Sperrstrom
Wird eine Diode in Sperrrichtung betrieben, so fließt durch sie dennoch ein geringer Sperrstrom. Die Sperrstrom-Dichte einer Silizium-Diode liegt bei 10−11 A/cm2.
Übersteigt die in Sperrrichtung anliegende elektrische Spannung (Sperrspannung) die Durchbruchspannung, so steigt der Sperrstrom drastisch an, was bei Standardgleichrichterdioden zu deren Zerstörung führt. Dieser Effekt wird z. B. bei Zener-Dioden gezielt ausgenutzt.